# Convenzione di Alkmaar
La Convenzione di Alkmaar fu un accordo del 1799 concluso tra i comandanti delle forze spedizionarie di Gran Bretagna e Russia su un lato e quelli della Prima Repubblica francese e della Repubblica Batava sull'altro, nella città olandese di Alkmaar, con la quale inglesi e russi si accordarono per ritirare le loro forze dal territorio batavo dopo la fallita invasione anglo-russa dell'Olanda. Le forze russe e inglesi al comando del principe Federico, duca di York e Albany vennero riportate in Gran Bretagna nelle settimane successive alla firma della convenzione..

## Testo della convenzione
Articolo I. Dalla data di questa Convenzione tutte le ostilità devono cessare tra i due eserciti.
Articolo II. La linea di demarcazione tra i predetti eserciti sarà la linea dei rispettivi avamposti ad oggi esistenti.
Articolo III. La continuazione di tutte le opere, offensive e difensive, sarà sospesa da ambo le parti.
Articolo IV. Le batterie che hanno preso possesso di Helder, o di altre posizioni sulla linea, ora occupata dall'esercito inglese e russo, devono tornare allo status precedente alla loro conquista, o (in caso di miglioramento) al loro attuale stato, all'artiglieria olandese che si occuperà di preservarle.
Articolo V. L'esercito combinato inglese e russi si imbarcherà il più presto possibile, e dovrà evacuare il territorio, le coste, le isole e le acque interne della Repubblica Olandese dal 30 novembre 1799, senza commettere danni con inondazioni, distruzioni di dighe o interferire con la navigazione ordinaria.
Articolo VI. Qualsiasi nave da guerra o altri vascelli che arrivi con rinforzi per l'esercito combinato inglese e russo, non dovrà sbarcare e dovrà essere mandata via il più presto possibile.
Articolo VII. Il general Brune dovrà essere lasciato libero di inviare un ufficiale verso le linee di Zuype [sic] e Helder, per riportargli lo stato delle batterie ed il progresso degli imbarchi. Sua Altezza Reale il Duca di York dovrà essere altrettanto libero di inviare un ufficiale attraverso le linee francesi e batave, per assicurarsi che non vengano fatte nuove opere belliche sull'altro fronte. Un ufficiale di rango e distinzione dovrà essere inviato da una parte all'altra del fronte per assicurare ai diversi eserciti l'esecuzione corretta di questa convenzione.
Articolo VIII. Ottomila prigionieri di guerra, francesi e batavi, catturati prima dell'attuale campagna ed ora detenuti in Inghilterra, dovranno essere liberati ai loro rispettivi paesi. La proporzione e la scelta dei prigionieri di ciascuna parte sarà determinata dalle due Repubbliche. Il maggiore generale Knox rimarrà con l'esercito francese per garantire l'esecuzione di questo articolo.
Articolo IX. L'accordo tra i due eserciti per lo scambio di prigionieri presi nel corso dell'attuale campagna, continuerà in piena forza sino a completa esecuzione; ed è inoltre da accordi che l'ammiraglio olandese de Winter sia considerato libero.
Concluso ad Alkmaar, il 18 di ottobre, 1799, dalla firma degli ufficiali generali, forniti dei pieni poteri.
(Firmato) J. Knox, maggiore generale
(Firmato) Rostollan»